# Estación de El Perchel
El Perchel es una estación intermodal de las líneas 1 y 2 del Metro de Málaga situada en las proximidades del céntrico y tradicional barrio de El Perchel. Conecta por una de sus salidas con la estación de autobuses y por otra directamente con la estación de Málaga-María Zambrano, lo que facilita el trasbordo con la red de Cercanías Málaga y otros servicios ferroviarios de alta velocidad, largo recorrido y media distancia. 

## Historia
La inauguración de las líneas 1 y 2 estaba prevista para febrero de 2009, posteriormente, y por incumplimiento de plazos, se seleccionó un nuevo calendario que proponía la apertura parcial del metro el 11 de noviembre de 2011, fecha en la que tampoco se inauguraron los tramos, por nuevos retrasos en las obras.
A finales de 2011 se completó la liberación de obras en el entorno de la Plaza de la Solidaridad, obras que han sacado a la luz restos arqueológicos de lo que se considera un complejo alfarero del siglo XII. Al principio la inauguración de la Estación se anunció para el último trimestre de 2013.

### Apertura
Finalmente, la estación fue inaugurada el 30 de julio de 2014. Hasta la apertura de las estaciones de Guadalmedina y Atarazanas en 2023, en El Perchel se podía continuar hacia las cabeceras de las líneas 1 y 2 respectivamente sin necesidad de realizar trasbordo.

## Situación
La estación de El Perchel se encuentra emplazada bajo la calle Explanada de la Estación, en el barrio homónimo y anexa a la estación de Málaga-María Zambrano, principal nudo ferroviario de la provincia de Málaga y una de las estaciones con más tráfico de pasajeros de Andalucía. Se encuentra también a escasos metros del céntrico barrio de El Perchel, del que toma su nombre. Tiene dos accesos exteriores y uno interior. 
El objetivo principal de la estación es la de convertirse en un nudo intermodal conectando la red de metro con el resto de servicios ferroviarios de la ciudad, como Cercanías, el AVE y media distancia a través de la estación de Málaga-María Zambrano y con los autobuses interurbanos del Consorcio de Transportes de Málaga y con los autobuses de largo recorrido a través de la estación de autobuses de Málaga. 

## Características

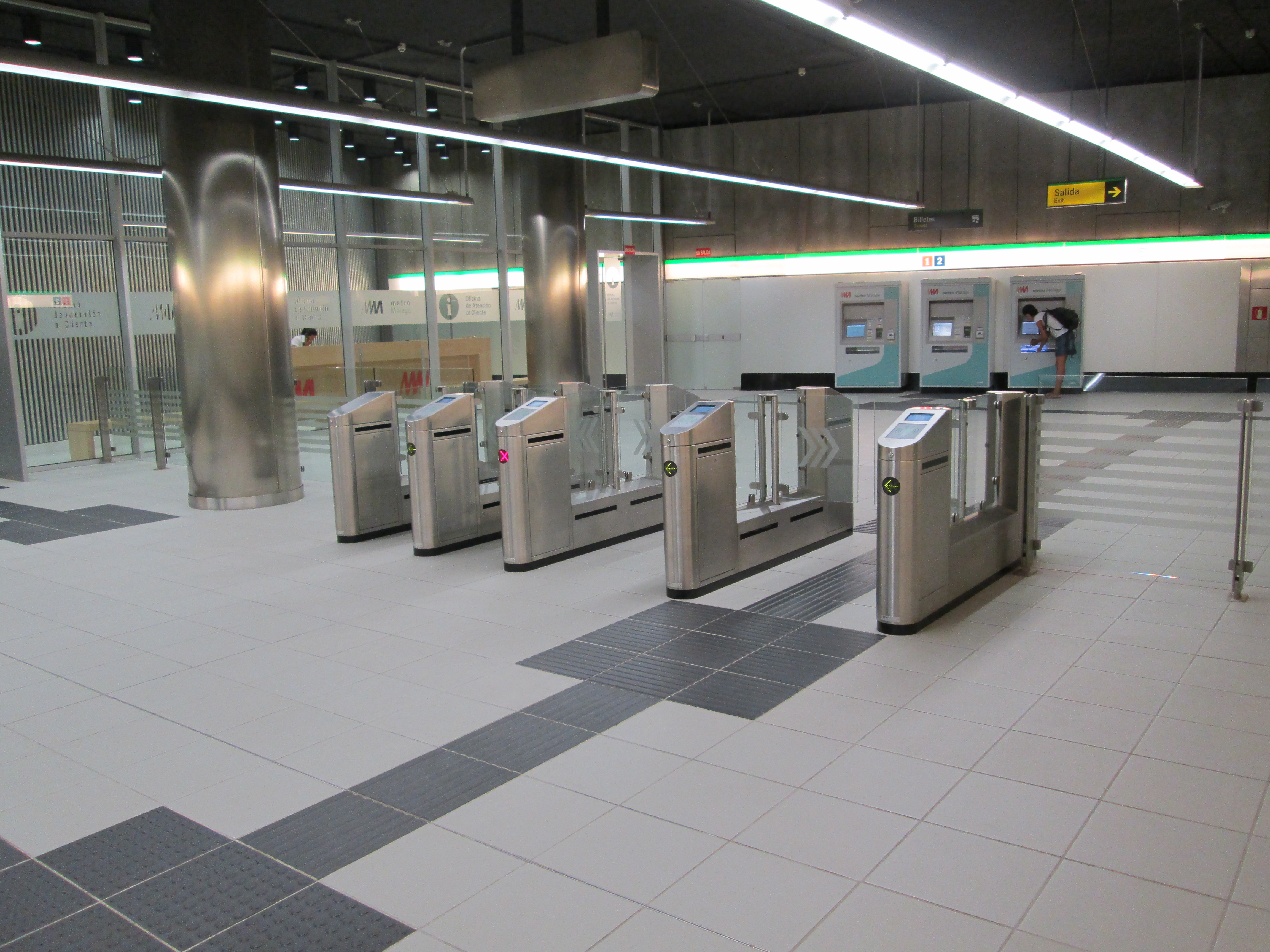
Vestíbulo de la estación

La estación de El Perchel cuenta con tres plantas subterráneas, las dos más profundas sirven para las líneas 1 y 2 del metro y facilitan el transbordo entre líneas gracias a un andén central de 11,5 metros de anchura y 66 metros de longitud. La planta superior la ocupa un vestíbulo de 30 metros de anchura y que se articula en varias salidas: una, inaugurada el 16 de junio de 2017, hacia el Centro Comercial Vialia y el interior de la estación de Málaga-María Zambrano, otra salida en la Calle Roger de Flor con acceso a la Estación de autobuses de Málaga y, por último, otro acceso en la Explanada de la Estación, junto a la parada de taxis. En este vestíbulo también se encuentra una comisaría del Cuerpo Nacional de Policía. 
Una segunda fase contempla la ampliación de este intercambiador para dotarlo de mayor tamaño a fin de permitir el transbordo directo hacia una nueva terminal de autobuses subterránea y una conexión directa con los andenes subterráneos del cercanías, a los cuales se accede actualmente desde el interior de la estación de Málaga-María Zambrano. Esta parte del intercambiador sería accesible desde la planta baja de los antiguos pabellones de la Estación de Ferrocarriles situados frente al nuevo acceso principal de la Estación. La construcción de esta ampliación del intercambiador está pendiente de trámites de financiación, una vez que el Ayuntamiento de Málaga ha alcanzado la cesión de estos terrenos con Adif.

## Accesos
- Ascensor: Explanada de la Estación
- C/ Explanada  de la Estación, 7 (cerca de la parada de taxis de la Estación de Málaga-María Zambrano)
- Ascensor: Calle Mendívil
- Calle Mendívil (cerca de la estación de autobuses de Málaga)
- Vestíbulo de la estación de Málaga-María Zambrano

## Líneas y conexiones

### Metro

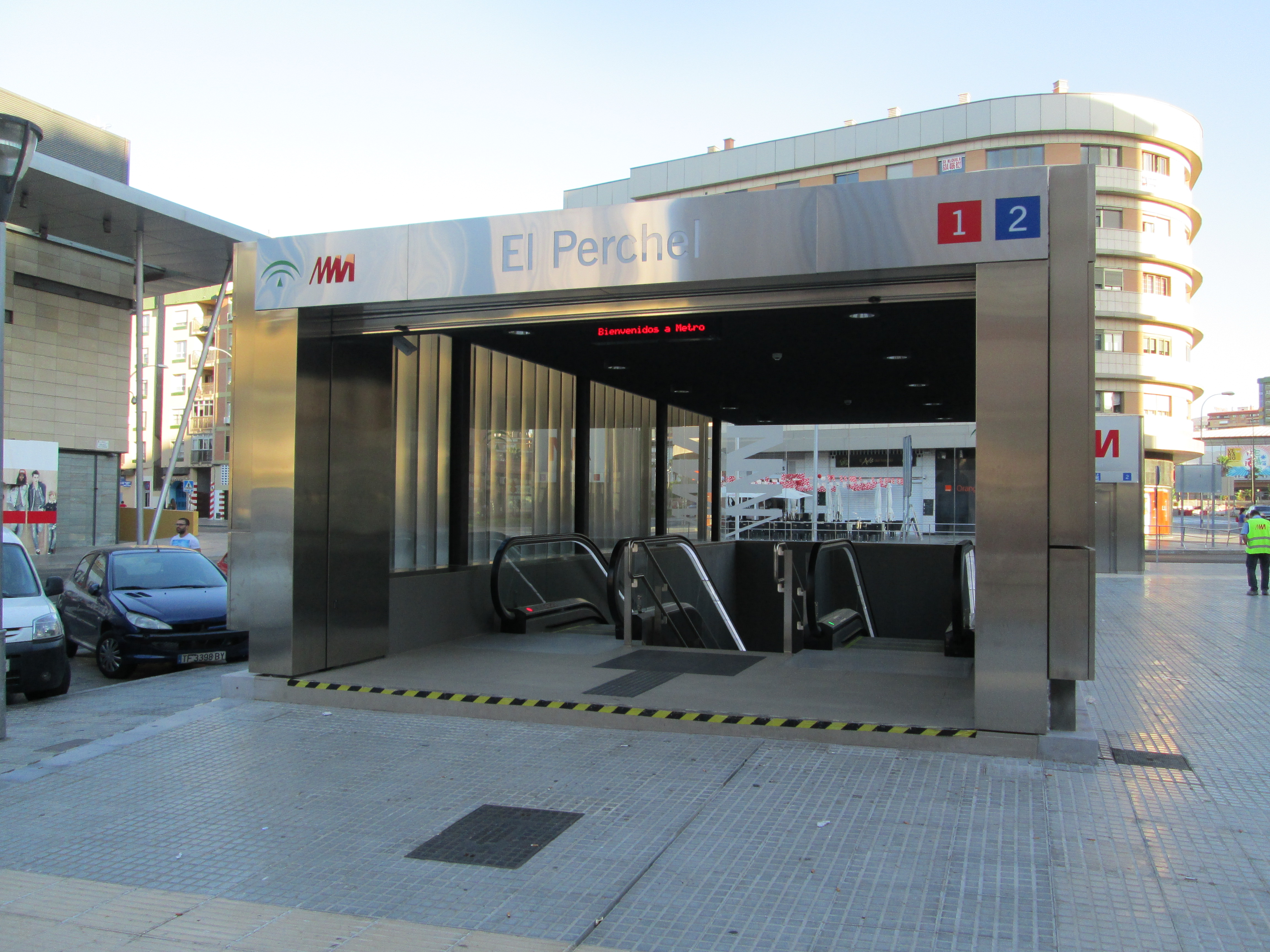
Boca de acceso a la estación

| << cabecera    | < estación   | LÍNEA | LÍNEA | LÍNEA | estación > | cabecera >>             |
| Atarazanas     | Guadalmedina |       |       |       | La Unión   | Andalucía Tech          |
| Hospital Civil | Guadalmedina |       |       |       | La Isla    | Palacio de los Deportes |

### Cercanías
| << cabecera | < estación    | LÍNEA | LÍNEA | LÍNEA | estación >            | cabecera >>           |
| Fuengirola  | Victoria Kent |       |       |       | Málaga-Centro-Alameda | Málaga-Centro-Alameda |
| Álora       | Victoria Kent |       |       |       | Málaga-Centro-Alameda | Málaga-Centro-Alameda |

### Autobuses
Las siguientes líneas de autobuses urbanos tienen parada en la estación:
| Diurnos   |                     |                                          |
| Línea     | Dirección           | Parada                                   |
| 20        | Alegría de la Huera | EXPLANADA DE LA ESTACIÓN - ESTACIÓN FFCC |
| 91        | La Concepción       | EXPLANADA DE LA ESTACIÓN - ESTACIÓN FFCC |
| C2        | La Concepción       | EXPLANADA DE LA ESTACIÓN - ESTACIÓN FFCC |
| 1         | San Andrés          | HÉROE DE SOSTOA - ESTACIÓN               |
| 3         | Puerta Blanca       | HÉROE DE SOSTOA - ESTACIÓN               |
| 5         | Guadalmar           | HÉROE DE SOSTOA - ESTACIÓN               |
| 9         | Churriana           | HÉROE DE SOSTOA - ESTACIÓN               |
| 10        | Churriana           | HÉROE DE SOSTOA - ESTACIÓN               |
| 7         | Miraflores          | HÉROE DE SOSTOA - ESTACIÓN               |
| 27        | P.I. Guadalhorce    | HÉROE DE SOSTOA - ESTACIÓN               |
| A         | Aeropuerto          | HÉROE DE SOSTOA - ESTACIÓN               |
| A         | Aeropuerto          | ESTACIÓN DE AUTOBUSES                    |
| A         | Paseo del Parque    | ESTACIÓN DE AUTOBUSES                    |
| Nocturnos |                     |                                          |
| Línea     | Dirección           | Parada                                   |
| N1        | Puerta Blanca       | HÉROE DE SOSTOA - ESTACIÓN               |

Las siguientes líneas de autobuses interurbanos del Consorcio tienen parada en la estación (no se incluyen las líneas que tienen parada en la estación de autobuses): 
| Diurnos |                   |                      |
| Línea   | Dirección         | Parada               |
| M-110   | Benalmádena Costa | ESTACIÓN TREN MÁLAGA |
| M-113   | Fuengirola        | ESTACIÓN TREN MÁLAGA |

### Ferrocarril
En la Estación de Málaga-María Zambrano encontramos ferrocarriles de Alta Velocidad y otros líneas de Renfe Operadora de Largo Recorrido (Arco, Trenhotel y Estrella) así como de Media Distancia en trenes regionales (R-598 a Sevilla-Santa Justa, Avant con el mismo destino vía Córdoba y Regional Exprés a Ronda).